# 拉利奥 (科莫省)
拉利奥（義大利語：Laglio），是意大利科莫省的一个市镇。总面积6平方公里，人口945人，人口密度157.5人/平方公里（2009年）。ISTAT代码为013119。